# سيلفي لوبامبا
سيلفي لوبامبا (وُلدت رينه سيلفي لوبامبا في 29 فبراير 1972 في فلورنس)، عارضة ازياء إيطالية ومقدمة برامج تلفزيونية. 

## السيرة الذاتية
وُلدت لوبامبا في فلورنس لأبوين من كينشاسا .ودرست في كلية Piarists وفي عام 1992 انتُخبت كملكة جمال توسكانا. بعد مرور عدة سنوات كعارضة أزياء، ومع أدوار بسيطة في البرامج التلفزيونية، أصبحت ("ساعي البريد") في Passaparola في Canale 5. شاركت لاحقًا في النسخة الإيطالية من البرنامج الوادي ‏.
في عام 1998، بدأت حياتها المهنية في التلفزيون في برنامج Guida al campionato مع البرتو براندي. في عام 2004 ، حصلت على أنجح لحظاتها كصوت من السوق الذي أجرته بييرو تشيامبرتي على La7 في عام 2005 شاركت في برنامج واقعي The Mole . فهي تجيد تحدث الإنجليزية والفرنسية بطلاقه.
في يناير 2006 ، حكمت عليها محكمة غروسيتو الجنائية بالسجن لمدة خمسة أشهر وعشرين يومًا بسبب الاستخدام غير السليم لبطاقات الائتمان.  في 7 أغسطس 2014 ، تم القبض عليها بنفس الجريمة . وفي 2 أبريل 2015 ، كانت من بين السجناء الذين غسلوا أقدامهم على يد البابا فرانسيس  في سجن ربيبيا. في عيد المجيد 2017 تم إطلاق سراحها بعد أن قضت ثلاث سنوات وأربعة أشهر في السجن.

## روابط خارجية
- سيلفي لوبامبا على موقع IMDb (الإنجليزية)